# Astragalus cyri
Astragalus cyri är en ärtväxtart som beskrevs av Aleksandr Vasiljevitj Fomin. Astragalus cyri ingår i släktet vedlar, och familjen ärtväxter. Inga underarter finns listade i Catalogue of Life.